# Llano Primero
Llano Primero är en ort i Mexiko.   Den ligger i kommunen Chilcuautla och delstaten Hidalgo, i den sydöstra delen av landet, 110 km norr om huvudstaden Mexico City. Llano Primero ligger 1 865 meter över havet och antalet invånare är 486.
Terrängen runt Llano Primero är kuperad. Runt Llano Primero är det ganska tätbefolkat, med 120 invånare per kvadratkilometer. Närmaste större samhälle är Ixmiquilpan, 12,1 km norr om Llano Primero. Trakten runt Llano Primero består till största delen av jordbruksmark.